# Mellvattnet
Mellvattnet är en sjö i Krokoms kommun i Jämtland och ingår i Indalsälvens huvudavrinningsområde. Sjön har en area på 0,118 kvadratkilometer och ligger 302 meter över havet. Sjön avvattnas av vattendraget Torån.

## Delavrinningsområde
Mellvattnet ingår i det delavrinningsområde (706535-143751) som SMHI kallar för Utloppet av Mellvattnet. Medelhöjden är 311 meter över havet och ytan är 0,92 kvadratkilometer. Räknas de 3 avrinningsområdena uppströms in blir den ackumulerade arean 63,69 kvadratkilometer. Torån som avvattnar avrinningsområdet har biflödesordning 3, vilket innebär att vattnet flödar genom totalt 3 vattendrag innan det når havet efter 248 kilometer. Avrinningsområdet består mestadels av skog (40 procent) och sankmarker (38 procent). Avrinningsområdet har 0,11 kvadratkilometer vattenytor vilket ger det en sjöprocent på 12,4 procent.